# Socioinformatica
La socioinformatica (SI) è la scienza che studia gli aspetti sociali, culturali e organizzativi dell'informatizzazione. Studia da un lato il ruolo giocato dalla tecnologia dell'informazione nel cambiamento sociale e organizzativo e dall'altro lato studia gli usi delle tecnologie dell'informazione nei contesti sociali.
La socioinformatica è una specializzazione recente della sociologia di cui rappresenta una sua applicazione specifica. Storicamente, le prime ricerche socioinformatiche si sono realizzate nei paesi scandinavi, negli Stati Uniti, nel Regno Unito e nel Nord Europa.
Il termine SI (social informatics) viene coniato alla fine degli anni ’90 durante un seminario sulle biblioteche digitali tenutosi nell’Università della California Los Angeles.
Una delle definizioni della Social Informatics recita così: 
(Kling et al., 2000, p. 15)
Gli studi di socioinformatica sono il frutto di diverse discipline di cui le principali sono l'informatica, la sociologia, la psicologia, l'antropologia e la comunicazione.
Di norma, gli studi socioinformatici si riferiscono alla filosofia del costruttivismo mentre dal punto di vista sociologico hanno approcci affini al socio-costruttivismo e all'etnometodologia.

## Ricerca
Storicamente, i concetti di ricerca informatica sociale dell'Europa occidentale sono stati forti nei paesi scandinavi e nel Regno Unito. Gli inizi possono essere fatti risalire agli anni '80 in Norvegia e Slovenia. I fondamenti dell'informatica sociale negli Stati Uniti sono stati stabiliti da Kling nel 1996 con i suoi colleghi e studenti dell'Università dell'Indiana. All'interno del Nord America, il campo è rappresentato in gran parte da sforzi di ricerca indipendenti presso numerose istituzioni diverse. Esistono diversi approcci, storicamente denominati o classificati come informatica sociale: americano, russo, britannico, norvegese, sloveno, tedesco e giapponese. Il concetto più antico di informatica sociale è stato fondato in URSS da AV Sokolov e dai suoi colleghi negli anni '70.
La ricerca sull'informatica sociale si discosta dai precedenti modelli deterministici (sia sociali che tecnologici) per misurare gli impatti sociali della tecnologia. Tali modelli tecnologici deterministici caratterizzavano le tecnologie dell'informazione come strumenti da installare e utilizzare con un insieme predeterminato di impatti sulla società che sono dettati dalle capacità dichiarate della tecnologia. Allo stesso modo, la teoria socialmente deterministica rappresentata da alcuni sostenitori della teoria della costruzione sociale della tecnologia (SCOT) o della modellazione sociale della tecnologia come sostenuta da Williams & Edge (1996) vedere la tecnologia come il prodotto delle forze sociali umane. Al contrario, alcune metodologie dell'informatica sociale considerano ugualmente importanti il contesto che circonda la tecnologia e le proprietà materiali della tecnologia: le persone che interagiranno con un sistema, le politiche organizzative che regolano la pratica lavorativa e le risorse di supporto. Questa indagine contestuale produce una " comprensione concettuale sfumata " di sistemi che possono essere utilizzati per esaminare questioni come l'accesso alla tecnologia, le forme elettroniche di comunicazione e le reti su larga scala.
La ricerca in informatica sociale può essere classificata in tre orientamenti. ricerca normativa si concentra sullo sviluppo di teorie basate sull'analisi empirica che possono essere utilizzate per sviluppare politiche organizzative e pratiche di lavoro. Il cuore di tali analisi risiede nelle reti di interazione socio-tecnica, un quadro costruito attorno all'idea che gli esseri umani e le tecnologie che costruiscono sono " co-costitutivi ", legati tra loro, e che ogni esame di uno deve necessariamente considerare l'altro. Gli studi dell'orientamento analitico sviluppano la teoria o definiscono metodologie per contribuire alla teorizzazione in contesti istituzionali. Analisi critica, come l'esame di Lucy Suchman del lavoro di articolazione, esamina le soluzioni tecnologiche da prospettive non tradizionali al fine di influenzare la progettazione e l'implementazione.

## Futuro
L'informatica sociale è un giovane movimento intellettuale e il suo futuro è ancora in via di definizione. Tuttavia, poiché i teorici dell'SST come Williams e Edge suggeriscono che i confini amorfi tra gli esseri umani e la tecnologia che emergono nella ricerca sulla tecnologia del social shaping indicano che la tecnologia non è uno sforzo sociale distinto degno di uno studio individuale, indicando che c'è bisogno di ricerca informatica sociale che colma il divario tra determinismo tecnologico e sociale. Questa osservazione, unita ai molti campi che contribuiscono alla ricerca, suggerisce un futuro in cui le teorie e i concetti dell'informatica sociale si stabiliscono per formare un substrato, un "fondamento analitico indispensabile" per il lavoro in altre discipline.
Argomenti rilevanti sulla direzione futura dell'informatica sociale sono discussi nel libro di Fichman e Rosenbaum. La concettualizzazione del discorso internazionale, comprese le tendenze attuali nella ricerca e la direzione dello sviluppo dell'informatica sociale, è presentata in un articolo di Smutny. Questo articolo discute le attuali possibilità di sviluppo dell'informatica sociale all'interno del discorso internazionale di vari concetti, comprese le possibili aree per la futura cooperazione. Un altro articolo di attualità di Marcinkowski presenta un cambiamento di prospettiva dallo studio dei soli effetti dell'implementazione e dell'uso della tecnologia alla discussione primaria di quali sono le implicazioni ideologiche del lavoro empirico nell'informatica sociale connessa all'approccio di analisi dei dati.

## In campo educativo
L'informatica sociale riguarda anche l'insegnamento delle questioni sociali dell'informatica agli studenti di informatica. A seconda delle tradizioni educative, l'informatica sociale è sparsa nei curricula delle diverse discipline, così come nell'informatica, nelle scienze dell'informazione, nell'informatica nella sociologia del web. In alcuni casi potrebbe esserci una mancanza di comprensione del perché l'insegnamento delle questioni sociali dell'informatica sia importante, sia da parte dei singoli docenti che da parte degli studenti, con il risultato che l'informatica sociale è noiosa e senza importanza. Alcuni ricercatori hanno sottolineato che per creare consapevolezza dell'importanza delle questioni sociali dell'informatica, bisogna concentrarsi sulla didattica di informatica sociale.